# Angelica Schiatti
Angelica Schiatti, nota anche come Angelica (Monza, 5 febbraio 1989), è una cantautrice italiana.

## Biografia
Nel 2012 arriva alle finali di Area Sanremo, senza però ottenere l'accesso al Festival di Sanremo.
Nel 2013 fonda insieme all'ex chitarrista de Le Vibrazioni Stefano Verderi il gruppo Santa Margaret, del quale è anche frontwoman.
Dopo aver lasciato la band tra il 2016 e il 2017, intraprende la carriera da solista, collaborando nel 2018 con Ermal Meta e pubblicando il singolo I giocatori, che ha anticipato l'album di debutto uscito nel 2019 chiamato Quando finisce la festa, dal quale viene estratto Vecchia novità e fa seguito una tournée.
Nel febbraio 2021 sempre per la Carosello Records pubblica il suo secondo disco Storie di un appuntamento, dal quale viene estratto il singolo Karma; successivamente si esibisce su Rai 5.
A metà 2023 pubblica il singolo Milano mediterranee e si esibisce al Mi Ami Festival. L'8 marzo 2024 pubblica il terzo album Sconosciuti superstar.

## Discografia

### Solista

#### Album in studio
- 2019 – Quando finisce la festa
- 2021 – Storie di un appuntamento
- 2024 – Sconosciuti superstar

### Singoli
come artista principale
- 2018 – Guerra e mare
- 2018 – I giocatori
- 2019 – Beviamoci
- 2019 – Vecchia novità (con Giacomo Ferrara)
- 2020 – C'est fantastique
- 2020 – Il momento giusto
- 2020 – L'ultimo bicchiere
- 2021 – Karma
- 2023 – Milano mediterranee
- 2023 – SOS
- 2023 – Bye Bye
- 2024 – La mia metà
- 2024 – Acqua ossigenata
- 2024 – Occhi blu
- 2024 – Ciao tristezza (con Lucia Manca
- 2025 – Il taxi (con Crookers)

collaborazioni
- 2019 – Polpette Reggea (con Auroro Borealo)
- 2022 – Deja Vu (con Mille Punti)
- 2023 – Flash (con Golden Years)
- 2023 – Il buio (con Lunedì Notte)
- 2024 – Per me è ok (con CanovA)
- 2025 – Galassie (con Casa del Mirto)

### Con i Santa Margaret
EP
- 2014 – Il suono analogico cova la sua vendetta, vol.1
- 2015 – Il suono analogico cova la sua vendetta, vol.2

Singoli
- 2014 – Riderò
- 2014 – Insonnia
- 2014 – La strada
- 2015 – Voglio urlare i miei sogni
- 2016 – Sangue e vita

## Tournée
- 2019 – Quando finisce la festa Tour Estivo/in solo tour autunno
- 2021 – Storie di un appuntamento I concerti
- 2023 – Angelica Estate 2023
- 2024 – Sconosciuti Superstar Estate 2024
- 2024/2025 – Angelica Ancora Tour